# Chigny-les-Roses
Chigny-les-Roses település Franciaországban, Marne megyében. Lakosainak száma 525 fő (2022. január 1.). Chigny-les-Roses Ludes, Rilly-la-Montagne és Ville-en-Selve községekkel határos.

## Népesség
A település népességének változása:
| Lakosok száma | 525  | 602  | 573  | 520  | 566  | 562  | 556  | 540  | 535  | 525  |
|               | 1968 | 1982 | 1990 | 2006 | 2013 | 2015 | 2017 | 2019 | 2020 | 2022 |